# ロレンザッチオ
ロレンザッチオ（Lorenzaccio)は、1965年生まれの競走馬及び種牡馬である。競走馬としてイギリス及びフランスを中心に活躍し、おもな勝ち鞍には凱旋門賞でよもやの敗戦を喫したニジンスキーを連敗させた1970年のチャンピオンステークスがある。
競走馬引退後は種牡馬としてイギリスで繋養され、オーストラリアに輸出されるも、イギリス、イタリア、オーストラリア、アメリカにおいて重賞勝ち馬を輩出した。また、スプリント重賞に優勝した後継種牡馬アホヌーラがインディアンリッジやドクターデヴィアスなどを輩出したことにより、バイアリーターク、トウルビヨンから続くクラリオン系を2000年以降も存続させることに成功している。

## 経歴
父Klaironは1955年のプール・デッセ・デ・プーランに優勝しており、ジャックルマロワ賞のリュティエなどを輩出したクラリオン系の種牡馬である。
母Phoenissaは2勝馬だが、2代母Jennydangからは1959年のマンノウォーハンディキャップ優勝など82戦23勝のTudor Era、1959年及び1963年の愛セントレジャー優勝馬Barclay及びChristmas Island、1957年の日本の牝馬二冠馬ミスオンワード、1965年皐月賞馬チトセオー、1979年のジュライカップ優勝馬Thatchingなどが出ている。また、3代母Dalmaryの産駒にはRough Shodがおり、その牝系からはNureyevやSadler's Wellsが出ている。
ロレンザッチオはロンドンのロイズ保険市場のチェアマンCharles St Georgeが馬主となり、リーディングトレーナーのニューマーケット・Noel Murless調教師のもとへ預けられた。

### 競走馬時代
2歳時から英仏の重賞戦線に挑戦したが、勝利したのはニューマーケットのジュライステークスだけだった。そのほかでは、渡仏した7月にロベールパパン賞でゼダーンの3着、8月にモルニ賞でMadinaの2着、秋にはイギリスに戻り、シャンペンステークスでCheb's Ladの2着、高額賞金のオブザーヴァーゴールドカップではヴェイグリーノーブルの4着だった。3歳となった1968年には仏ジャンプラ賞で外国調教馬として初めて優勝したほか、アスコットのクイーンエリザベス2世ステークスでWorld Cup及びWolver Hollowに次ぐ3着がある。4歳となった1969年は勝ち星に恵まれなかったが、 ロイヤルアスコット開催のロイヤルハントカップで最重斤量を背負ってKamunduの2着、9月のラ・クープ・ド・メゾンラフィットでその年のワシントンDCインターナショナル優勝馬Karabasの2着、チャンピオンステークスでFlossyとPark Topに次ぐ3着と好走はしていた。
5歳となった1970年はおもにフランスで走り、サンクルー競馬場のプリンスシェバリエ賞などに勝った。その後、レスター・ピゴット騎乗により8月のドーヴィル競馬場のクインシー賞、9月のフォア賞(当時2200m)に優勝した。フォア賞では、ミラノ大賞の勝ち馬Beaugency、ディアナ賞やドーヴィル大賞に勝ったドイツ牝馬Schonbrunnを破っている。そして、ヨーロッパでのラストランとしてチャンピオンステークスに出走することとなる。その年のチャンピオンステークスでは、35年ぶりに三冠馬となり、キングジョージでは古馬にも勝っていたニジンスキーが人気を集めていた。前走の凱旋門賞でササフラに敗れたとはいえ、ピゴットが騎乗したニジンスキーは断然の人気で、ロレンザッチオは乗り代わりもあり人気は低かった。しかし、ロレンザッチオは最後の1/4マイルほどで先頭に立つと、ニジンスキーを3/4馬身差凌いで優勝した。その後、招待を受けてワシントンDCインターナショナルに出走したが、アメリカ芝チャンピオンのFort Marcyの5着に敗れた。
1970年のタイムフォーム誌のレイティングでは、ロレンザッチオはトップのニジンスキーとBalidarから8ポンド差の130ポンドの評価を与えられた。また、勝鞍は6f(1200m程度)から2200mと比較的距離の融通の利く競走馬であった。

### 種牡馬時代
競走馬引退後は種牡馬入りしたが、それほど期待されず、1977年にはオーストラリアに輸出されることになった。しかしながら、ここでもロレンザッチオは番狂わせを起こし、産駒のアホヌーラが1979年にウィリアムヒルスプリントチャンピオンシップに優勝すると、さらに種牡馬入り後に競走馬としても母としても成功したPark AppealとPark Express、英愛2000ギニー優勝のDon't Forget Me、リッジウッドパールの父であるIndian Ridge、ダービー馬ドクターデヴィアス、ノットナウケイトの父Inchinorを輩出した。アホヌーラはバイアリータークから2000年代まで続くサイアーラインの代表的なものとなっている。

## おもな産駒
- Don Lorenzo(1972) - 1976年 米 ナイアガラハンデキャップ
- My Klaire Berry(GB,1974) - 1977年 伊 ウニレ賞
- Rolle(GB,1975) - 1979年 伊 共和国大統領賞
- Ahonoora(GB1975) - 1979年 英 スプリントチャンピオンシップ
- Brewery Boy(AUS1978) - 1981年 豪 SAJCダービー
- Don Remon(AUS1981) - 1984年 豪 西豪サイアーズプロデュースステークス

### 母の父として
- On the House(FR,1979) - 1982年 英 1000ギニー
- Marooned(GB,1981) - 1986年 豪 シドニーカップ
- Aberuschka(1982) - 1986年 米 パロマーハンデキャップ
- Lead on Time(USA,1983) - 1986年 仏 モーリスドゲスト賞
- Lady in Silver(USA,1986) - 1989年  仏 ディアヌ賞
- Right Win(IRE,1990) - 1993年 伊 イタリア大賞
- Arctic Owl(GB,1994) - 2000年 愛セントレジャー

## 血統表
| ロレンザッチオの血統（トウルビヨン系＞クラリオン系／Gay Crusader 5×5(父内)、Friar's Daughter 5×5(母内)、Blandford 5×5(母内)） | ロレンザッチオの血統（トウルビヨン系＞クラリオン系／Gay Crusader 5×5(父内)、Friar's Daughter 5×5(母内)、Blandford 5×5(母内)） | ロレンザッチオの血統（トウルビヨン系＞クラリオン系／Gay Crusader 5×5(父内)、Friar's Daughter 5×5(母内)、Blandford 5×5(母内)） | （血統表の出典）   | （血統表の出典） |
| 父 Klairon (FR) 1952 鹿毛 | 父の父Clarion (FR) 1944 鹿毛                                                                                                  | Djebel | Tourbillon         | Tourbillon       |
| 父 Klairon (FR) 1952 鹿毛 | 父の父Clarion (FR) 1944 鹿毛                                                                                                  | Djebel | Loika              |                  |
| 父 Klairon (FR) 1952 鹿毛 | 父の父Clarion (FR) 1944 鹿毛                                                                                                  | Columba | Colorado           | Colorado         |
| 父 Klairon (FR) 1952 鹿毛 | 父の父Clarion (FR) 1944 鹿毛                                                                                                  | Columba | Gay Bird           |                  |
| 父 Klairon (FR) 1952 鹿毛 | 父の母Kalmia (FR) 1931 鹿毛                                                                                                   | Kantar | Alcantara          | Alcantara        |
| 父 Klairon (FR) 1952 鹿毛 | 父の母Kalmia (FR) 1931 鹿毛                                                                                                   | Kantar | Karabe             |                  |
| 父 Klairon (FR) 1952 鹿毛 | 父の母Kalmia (FR) 1931 鹿毛                                                                                                   | Sweet Lavender | Swynford           | Swynford         |
| 父 Klairon (FR) 1952 鹿毛 | 父の母Kalmia (FR) 1931 鹿毛                                                                                                   | Sweet Lavender | Marchetta          |                  |
| 母 Phoenissa (GB) 1952 鹿毛                                                                                                   | 母の父The Phoenix (GB) 1940 鹿毛                                                                                              | Chateau Bouscaut | Kircubbin          | Kircubbin        |
| 母 Phoenissa (GB) 1952 鹿毛                                                                                                   | 母の父The Phoenix (GB) 1940 鹿毛                                                                                              | Chateau Bouscaut | Ramondie           |                  |
| 母 Phoenissa (GB) 1952 鹿毛                                                                                                   | 母の父The Phoenix (GB) 1940 鹿毛                                                                                              | Fille de Poete | Firdaussi          | Firdaussi        |
| 母 Phoenissa (GB) 1952 鹿毛                                                                                                   | 母の父The Phoenix (GB) 1940 鹿毛                                                                                              | Fille de Poete | Fille d'Amour      |                  |
| 母 Phoenissa (GB) 1952 鹿毛                                                                                                   | 母の母Erica Fragrans (GB) 1946 鹿毛                                                                                           | Big Game | Bahram             | Bahram           |
| 母 Phoenissa (GB) 1952 鹿毛                                                                                                   | 母の母Erica Fragrans (GB) 1946 鹿毛                                                                                           | Big Game | Myrobella          |                  |
| 母 Phoenissa (GB) 1952 鹿毛                                                                                                   | 母の母Erica Fragrans (GB) 1946 鹿毛                                                                                           | Jennydang | Colombo            | Colombo          |
| 母 Phoenissa (GB) 1952 鹿毛                                                                                                   | 母の母Erica Fragrans (GB) 1946 鹿毛                                                                                           | Jennydang | Dalmary (F-No.5-h) |                  |

- 母内でインブリードされているBrandfordとFriar's Daughterは三冠馬で母母父父のバーラム (Bahram)の父と母である。